# 172P/Ёна
Комета Ёна (172P/Yeung) — короткопериодическая комета из семейства Юпитера, которая была обнаружена 21 января 2002 года канадским астрономом китайского происхождения Уильямом Ёном с помощью телескопа 0,45-метрового телескопа Шмидта обсерватории Дезерт-Игл. Она была описана в виде звёздоподобного объекта 20,4 m звёздной величины и, первоначально, принята за астроид, который получил временное обозначение 2002 BV. Комета обладает довольно коротким периодом обращения вокруг Солнца — чуть более 6,6 года.

Орбита кометы Ёна и её положение в Солнечной системе

## История наблюдений
Дополнительные снимки объекта были получены 22 и 23 января. К началу апреля выяснилось, что новых наблюдений с тех пор проведено не было. Тогда были проведены поиски более ранних снимков объекта, которые вскоре были обнаружены. Как оказалось, впервые он был заснят ещё в 1998 году в обсерватории Китт-Пик, а затем целый ряд снимков на протяжении месяца в 2000-2001 годах был получен обсерваторией Линкольна, где объект получил обозначение 2001 CB40. Эти данные позволили 5, 6 и 7 мая получить новые снимки объекта, на которых он выглядел уже как диффузный объект 17,0 m звёздной величины с небольшим хвостом длиной в 5 " угловых секунд.
Используя данные наблюдений, полученные за период с 12 октября 1998 года по 7 мая 2002 года, британский астроном Дэниэл У. Э. Грин к 9 мая рассчитал и опубликовал первую эллиптическую орбиту, согласно которой комета прошла перигелий 11 марта 2002 года на расстоянии 2,24 а. е. от Солнца. 
Комета была замечена также американским астрономом П. С. Шерродом, который наблюдал её 7 и 8 июля 2002 года в виде объекта с магнитудой 16,44 m и комой до 8 " угловых секунд, а также японским астрономом Акимаса Накамурой в период с 1 по 24 октября 2003 года с магнитудой 19,8 до 20,2 m. Последний раз комета была обнаружена 19 ноября 2003 года Л. Буцци (обсерватория Скиапарелли), который сфотографировал её с помощью 0,6-метрового телескопа в виде объекта 20,1 m звёздной величины.
Первое восстановление кометы произошло 3 октября 2005 года вскоре после прохождения афелия. Комета случайно была обнаружена с магнитудой 20,1 m Э. Бешором с помощью 1,5-метрового телескопа в рамках обзора Маунт-Леммон.

## Сближения с планетами
В течение XIX и XX века комета лишь дважды подходила к Юпитеру, ближе чем на 1 а. е.
- 0,28 а. е. от Юпитера 28 сентября 1952 года;
- 0,24 а. е. от Юпитера 2 сентября 2011 года.